# غار (بازی ویدئویی)
غار (انگلیسی: The Cave) یک بازی ویدئویی سکوبازی، ماجراجویی تک‌نفره و گروهی (۳ نفری) برای سکوهای شبکه پلی‌استیشن، فروشگاه الکترونیک نینتندو، اکس‌باکس لایو آرکید، ویندوز، اواس ده، لینوکس، آی‌اواس، اویه و اندروید می‌باشد که توسط دابل فاین پروداکشن توسعه و سگا نشر پیدا کرده است.